# Psychoda velita
Psychoda velita är en tvåvingeart som beskrevs av Ibanez-bernal 1993. Psychoda velita ingår i släktet Psychoda och familjen fjärilsmyggor. Inga underarter finns listade i Catalogue of Life.